# Émilie Respaut
Émilie Respaut, née le 25 avril 2003 à Fréjus (Var), est une joueuse internationale française de volley-ball évoluant au poste de passeuse. 

## Biographie
Elle naît à Fréjus dans le département du Var.

### Formation
En 2018, elle intègre l'Institut fédéral de volley-ball (France Avenir 2024) de Toulouse.

### Carrière en club
En 2022, elle signe son premier contrat professionnel en faveur des Neptunes de Nantes.

### En sélection nationale
En mai 2021, elle fait ses débuts en équipe de France A à 18 ans seulement, dans un match à domicile face à Israël, qualificatif au Championnat d'Europe 2021,,. Trois mois plus tard, elle se voit rappelée par le sélectionneur Émile Rousseaux pour intégrer la liste des 14 joueuses pour l'Euro 2021 où elle vit sa première expérience d'une grande compétition internationale alors qu'elle n'a pas le statut professionnel, comme trois autres joueuses : Bah, Defraeye et Ratahiry. Durant le tournoi, la sélection réalise l'exploit d'atteindre les quarts de finale, constituant une première depuis 2013.

## Clubs
- Neptunes de Nantes (2022–2024)
- Pays d'Aix Venelles (2024–)

## Palmarès

### En sélection nationale
- Challenger Cup (1) : 
  -  Vainqueur en 2023.

- Ligue européenne (1) : 
  -  Vainqueur en 2022.

- Tournoi de France (amical) : 
  - Finaliste en 2022.

### En club
- Championnat de France :
  - Finaliste en 2024.

- Challenge Cup :
  - Finaliste en 2024.

### Distinctions individuelles
- Meilleure jeune du Championnat de France 2022-2023.